# Strumica (Fluss)
Die Strumica (kyrillisch Струмица, Bulgarisch auch Струмешница/ Strumeschniza; in älteren Literaturquellen auch als türkisch Küçük Karasu vorzufinden) ist der größte und von rechts zuströmende Zufluss der Struma (bulgarisch Струма, griechisch Στρυμόνας). Sie hat eine Länge von 114 km, davon 81 auf nordmazedonischem und 33 auf bulgarischem Gebiet.
Die Strumica entspringt in den Plačkovica-Bergen und fließt zunächst als Stara reka nach Südosten ab. Von der Stadt Strumica an nimmt sie eine eher östliche Richtung, quert bei Zlatarevo die bulgarisch-nordmazedonische Grenze und fließt weiter als Strumeschniza (bulgarisch Струмешница) an Petritsch (bulgarisch Петрич) im äußersten Südwesten Bulgariens vorbei zu ihrer Mündung in die Struma, die wiederum als Strymonas bei Iraklitsa in das Thrakische Meer mündet.